# Benvenuto Tisi
Benvenuto Tisi o Il Garofalo (Canaro, 1481 – Ferrara 6 de setembre 1559) és un pintor manierista italià de l'escola de Ferrara.

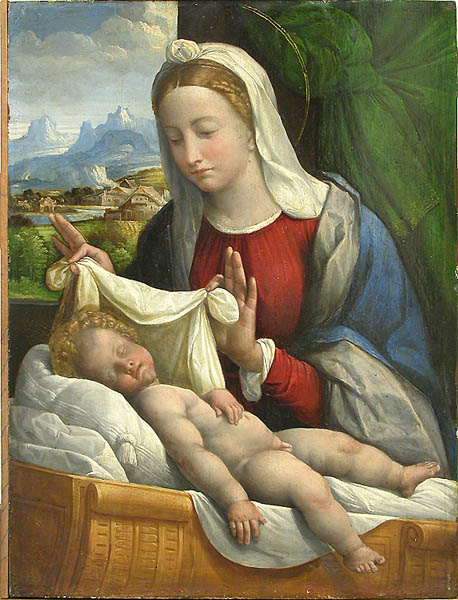
Bambin Gesù dormiente, al Louvre

Va començar estant lligat a la cort dels Este.
Va estudiar amb Domenico Panetti i potser amb Lorenzo Costa i va ser contemporani i de vegades col·laborador de Dosso Dossi. El 1495, va treballar a Cremona amb Boccaccino. El 1520, Girolamo da Carpi va ser el seu aprenent i va treballar en projectes a Ferrara, de 1530 a 1540. Va ser amic de Rafael i el va imitar tan bé que els seus quadres Madonna col Bambino han estat sovint atribuïts a aquest gran mestre.
El seu sobrenom, Garofalo, deriva de «garofano» (clavell en italià), ja que pintava ocasionalment un clavell en les seves obres.

## Obres

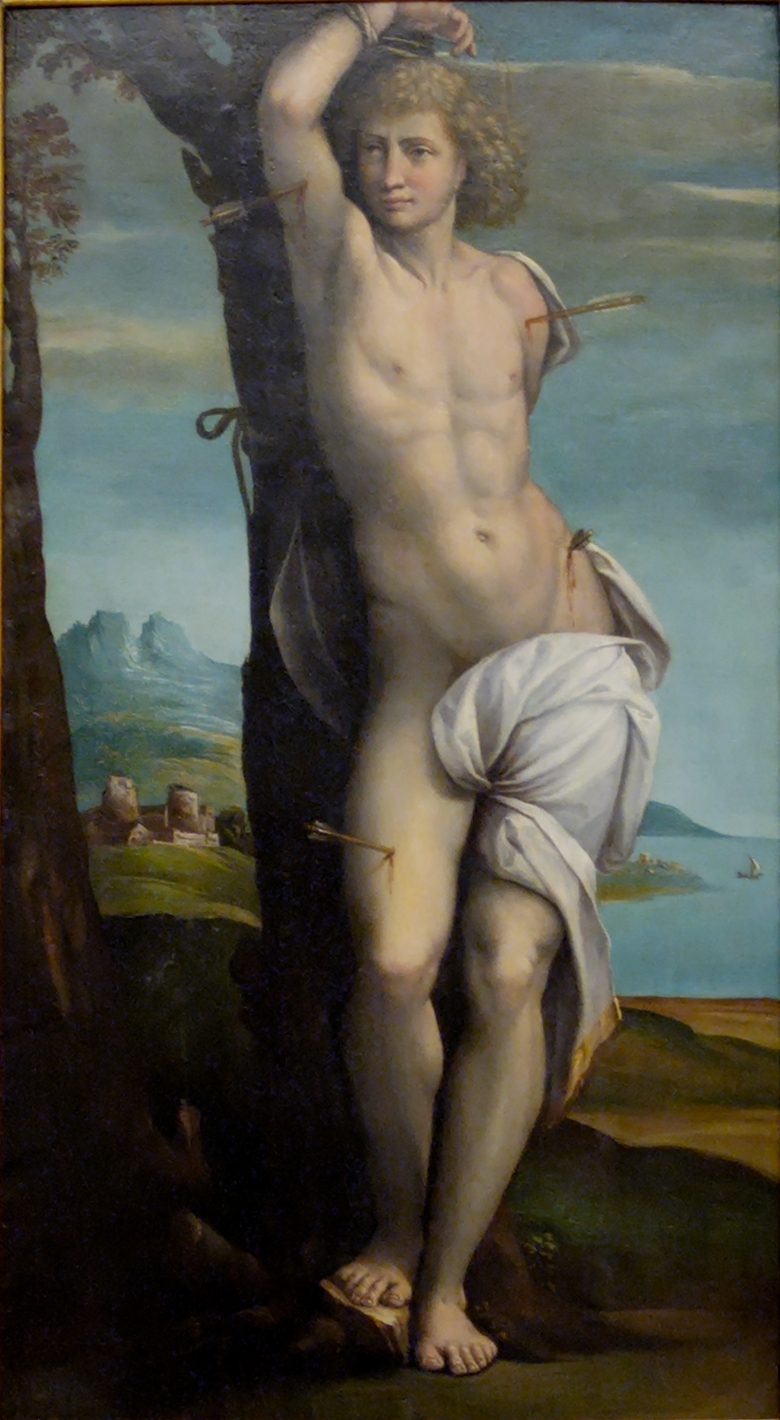
San Sebastiano

- Londres, National Gallery, Madonna col Bambino e i Santi Domenico e Caterina, oli sobre taula, 46 x 34, c.1500 - 1510
- Nàpols, Gallerie Nazionali di Capodimonte, Madonna con Bambino e San Girolamo, oli sobre taula, 38 x 43, 1510 - 1512
- Roma, Galleria Nazionale d'Arte Antica, Ascensione di Cristo, oli sobre taula, 314 x 204,5, 1510-1520
- Amsterdam, Rijksmuseum, Madonna col Bambino, oli sobre taula, 61 x 46, c.1515
- Nàpols, Gallerie Nazionali di Capodimonte, Circoncisione, oli sobre taula, 39 x 54, c.1515
- Londres, National Gallery, Santa Caterina d'Alessandria, oli sobre taula, 45 x 38, c.1515 - 1530, attribuito
- Londres, National Gallery, Madonna col Bambino in trono e Santi, oli sobre taula, 198 x 208, 1517 - 1518.
- París, Louvre, Circoncisione, oli sobre taula, 38 x 50, c.1519
- Viena, Kunsthistorisches Museum, Resobrerrezione di Cristo, oli sobre taula, 314 x 181, 1520
- Londres, National Gallery, Sacra Famiglia e Santi, oli sobre tela, 60 x 47, c.1520
- Sant Petersburg, Ermitage, Deposizione nel sepolcro, oli sobre tela, 53 x 75,5, c.1520
- Londres, National Gallery, Visione di Sant'Agostino, oli sobre taula, 64 x 81, c.1520
- Londres, National Gallery, Orazione nell'orto, oli sobre tela trasferito da taula, 49 x 38, c.1520 - 1539
- Viena, Kunsthistorisches Museum, San Rocco, oli sobre tela, 94 x 51,4, 1525 - 1530
- Viena, Kunsthistorisches Museum, Noli me tangere, oli sobre tela, 56 x 73,3, 1525 - 1530
- Londres, National Gallery, Un sacrificio pagano, oli sobre tela, 128 x 185, 1526
- Nàpols, Gallerie Nazionali di Capodimonte, San Sebastiano[Enllaç no actiu], oli sobre taula, 37 x 30, c.1526
- Londres, National Gallery, Allegoria dell'amore, oli sobre tela, 127 x 177, c.1527 - 1539
- Roma, Pinacoteca Capitolina, Annunciazione, oli sobre taula, 103 x 132, 1528
- Nova York, Metropolitan Museum of Art, San Nicola da Tolentino resobrescita un bambino, oli sobre tela, 33 x 65, c.1530
- Amsterdam, Rijksmuseum, Adorazione dei Magi, oli sobre taula, 79 x 58, c.1530
- Detroit, Institute of Arts, Sacra Famiglia con Sant'Anna, oli sobre taula, c.1530
- San Pietroburgo, Ermitage, Nozze di Cana, oli sobre tela, 306 x 248, 1531
- Hampton Court, Royal Collection, Sacra Famiglia, oli sobre taula, 42 x 55, 1533
- Miami, Lowe Art Museum, Madonna col Bambino in gloria, tempera e oli sobre taula, 39 x 26, c.1535
- Amsterdam, Rijksmuseum, Sacra Famiglia, san Giovannino, san Zaccaria e santa Elisabetta, oli sobre taula, 51 x 37, c.1535
- Florència, Uffizi, Annunciazione, oli sobre taula, 55 x 76, c.1540
- Nàpols, Gallerie Nazionali di Capodimonte, Adorazione dei Magi, oli sobre taula, 78 x 55, c.1540
- Ciutat del Vaticà, Pinacoteca Vaticana, La Vergine appare ad Augusto e alla Sibilla, oli sobre taula, 143 x 118, 1544
- Milà, Pinacoteca di Brera, Annunciazione, tempera sobre taula, c.1550
- El Paso, Museum of Art, Circoncisione di Cristo, tempera sobre taula, 48 x 60, c.1550
- París, Louvre, Bambin Gesù dormiente, c.1550